# جاده ۴۰ ایالات متحده آمریکا
جاده ۴۰ ایالات متحده آمریکا (انگلیسی: U.S. Route 40) یکی از بزرگراه‌های اصلی سیستم بزرگراهی ایالت متحده آمریکا است که به طول ۳۶۷۸ کیلومتر از سیلور سامیت، یوتا شروع و در آتلانتیک سیتی، نیوجرسی به پایان می‌رسد. این بزرگراه شرق آمریکا را به مرکز این کشور متصل می‌کند.

## نگارخانه

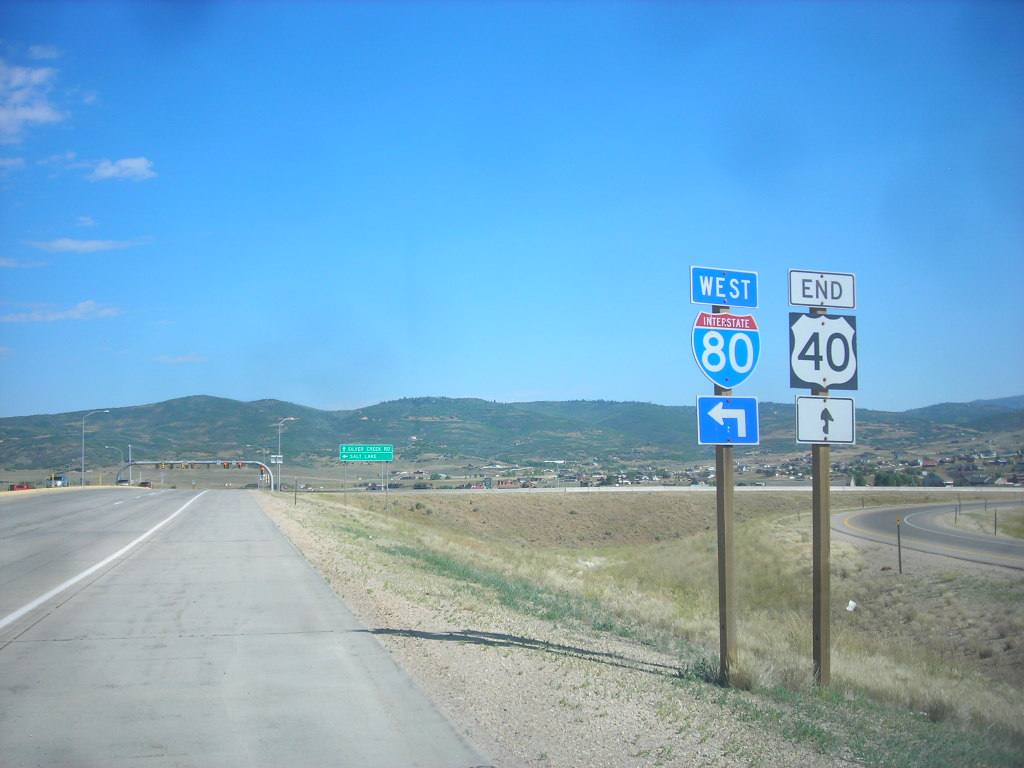
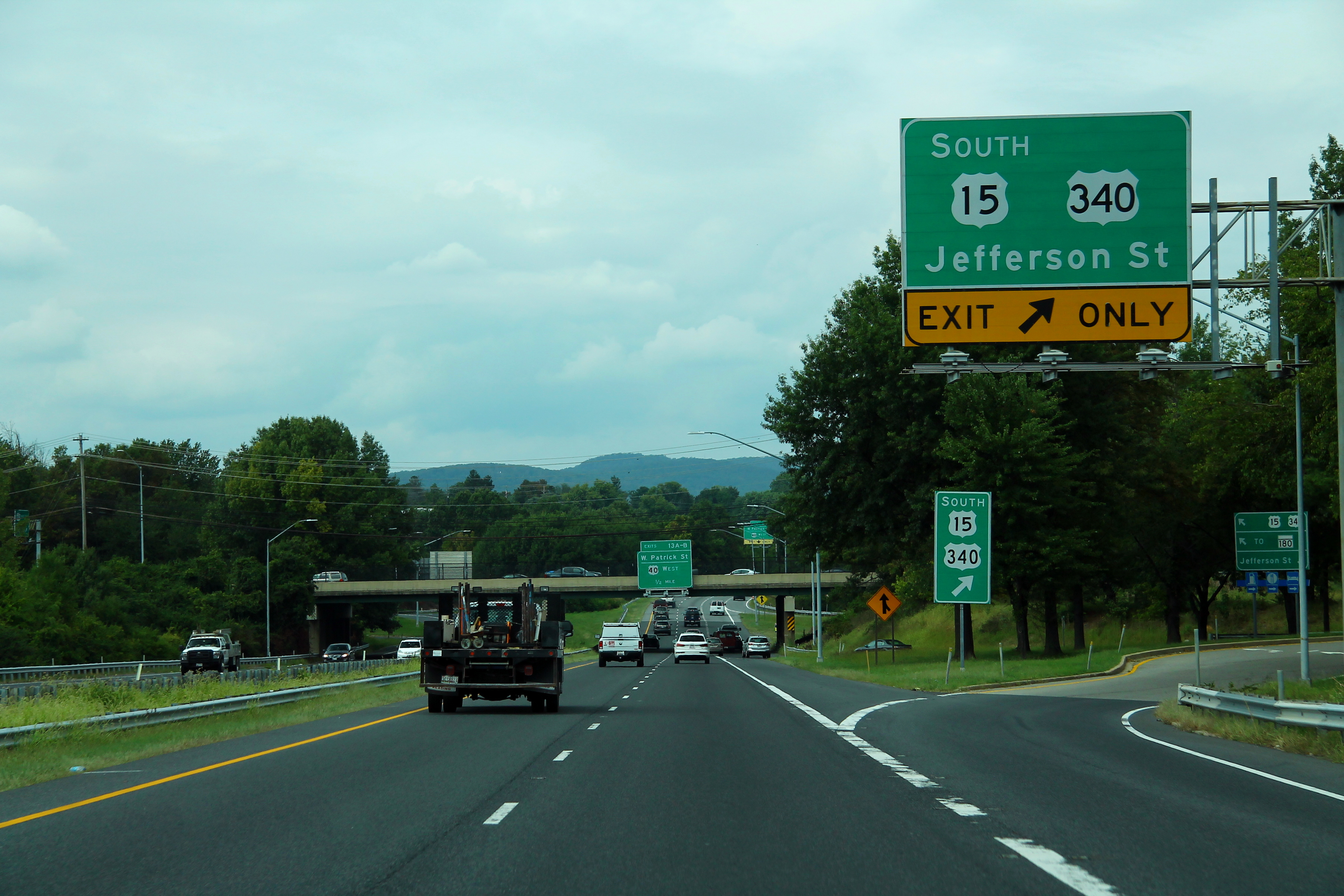
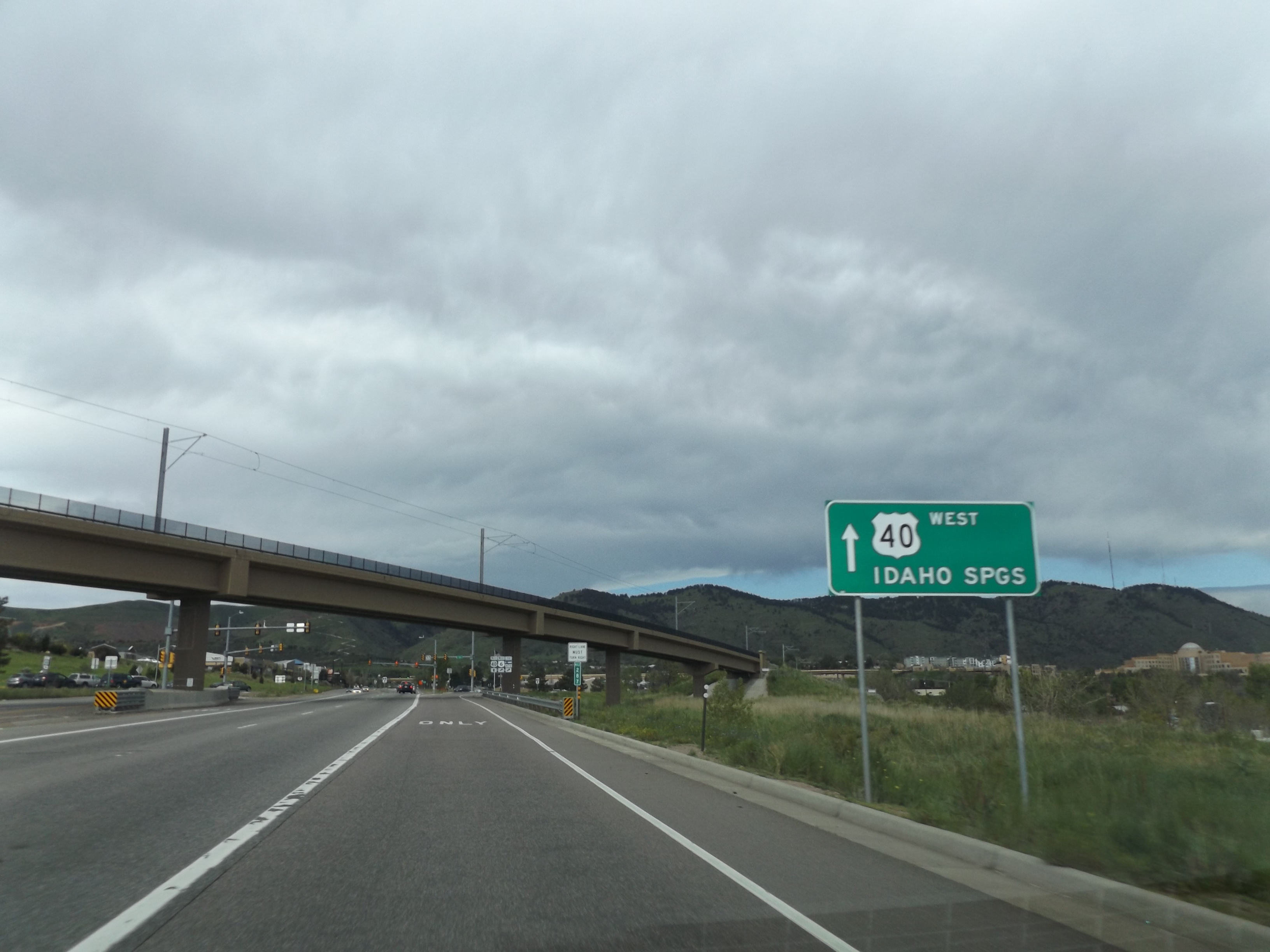
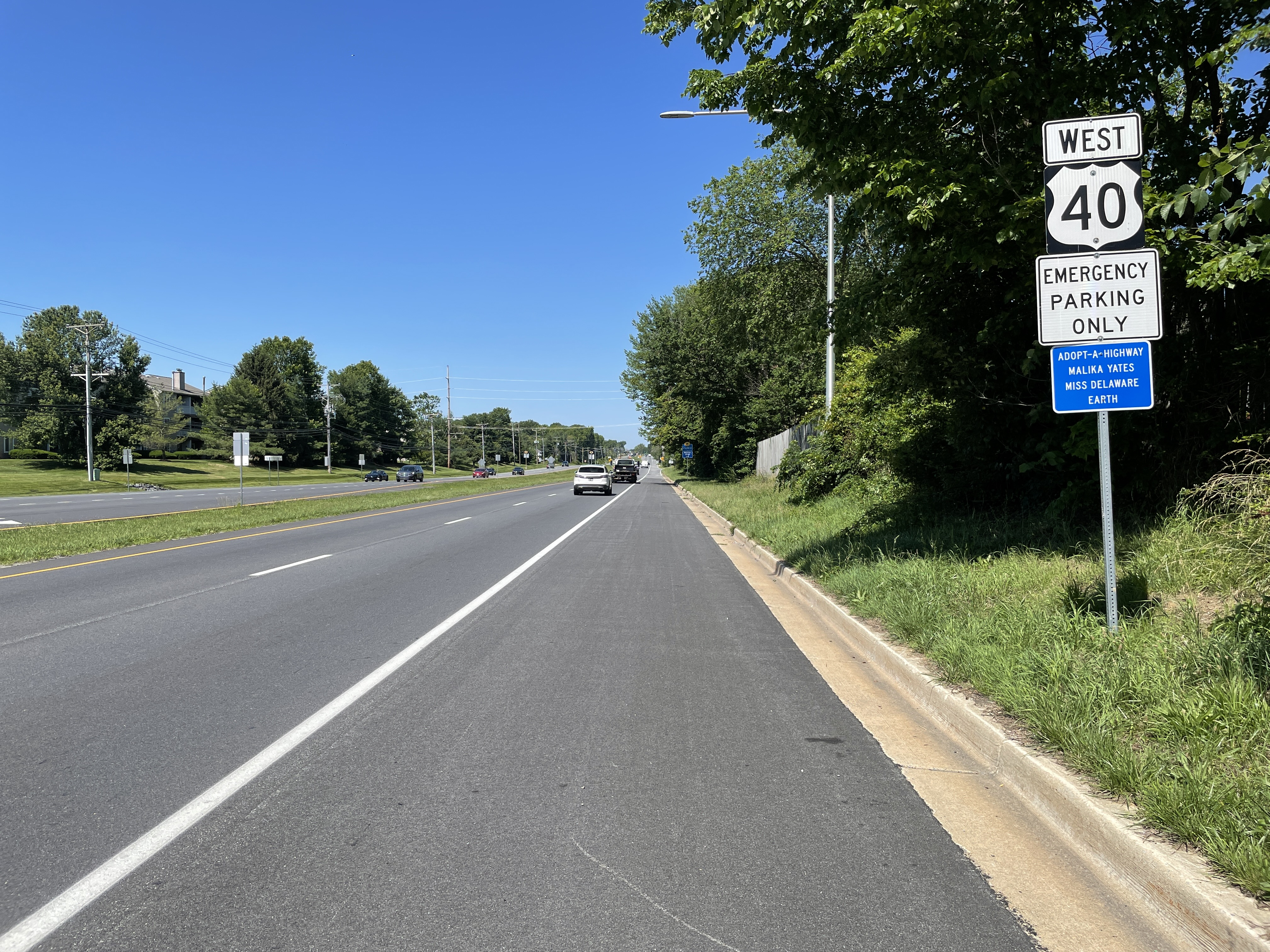